# محمد السعيد معزوزي
محمد السعيد معزوزي (ولد سنة 1924 الجزائر- توفي في 5 أبريل 2016 الجزائر) يعد من أشهر المساجين السياسيين الجزائريين في العهد الاستعماري حيث قضى 17 سنة سجنا، وبعد الاستقلال تقلد منصب وزير العمل والشؤون الاجتماعية من 1968 إلى 1977 ثم وزير المجاهدين من 1977 إلى 1979.

## النشأة
ولد محمد السعيد معزوزي 29 جوان 1924 بدلس زاول دراسته الابتدائية بدلس وتتلمذ على يد الشيخ حمزة بوكوشة في مدرسة دلس الحرة ثم انتقل إلى تيزي وزو ليزاول الدراسة الثانوية. وبعدها إنخرط في حزب الشعب الجزائري سنة 1943.

## دخوله السجن
بعد عملية اغتيال إستهدفت أحد المتعاملين مع الجيش الفرنسي وهو الباشاغا (آيت علي) بناحية تيڤزيرت، ألقي القبض على محمد السعيد معزوزي مع شريكه في العملية (محمد زروال) في 15 سبتمبر 1945 بتهمة محاولة القتل والمساس بالأمن العام، حيث سجن بباربروس، وفي سنة 1948 تم نقله إلى سجن تيزي وزو، وقد حكم عليه ب 20 سنة سجن مع الأشغال الشاقة بمحمكة البليدة سنة 1952، وبعدها حُوّل إلى سجن مولان ثم إلى سجن شومون، وبعدها إلى سجن وهران في جويلية 1953. و اعيدت محاكمته سنة 1958 وحكم عليه بالسجن مدى الحياة، واثناء مكوثه في السجون تعرف على المناضل عبان رمضان وعلى عدد من المناضلين الوطنيين منهم عضو المنظمة الخاصة عمر بوداود وتم إطلاق سراحه في سنة 1962.

## بعد الاستقلال
بعد استقلال الجزائر عن الاحتلال الفرنسي سنة 1962 عُين محمد السعيد معزوزي منسقا لفيدرالية جبهة التحرير الوطني لولاية تيزي وزو، وفي سنة 1963 عيّن عضوا في اللجنة التحضيرية في المؤتمر الوطني لجبهة التحرير الوطني، الذي انتخب على إثرها عضوا في اللجنة المركزية ورئيسا للجنة العلاقات الخارجية، عين وزير العمل والشؤون الاجتماعية من 7 مارس 1968 إلى 23 أبريل 1977. وفي 6 أبريل 1977 عين وزيرا للمجاهدين إلى غاية 8 مارس 1979، حيث أصبح بعدها عضوا في المكتب السياسي لجبهة التحرير الوطني، في سنة 1984 اقصي محمد السعيد معزوزي من اللجنة المركزية لحزب جبهة التحرير الوطني بسبب قربه من الرئيس هواري بومدين، ثم إنسحب من الساحة السياسية بعد أحداث 5 أكتوبر 1988.
ليعود بعد ذلك إلى النشاط السياسي عبر تعينه في المجلـس الاستشاري الوطني من 1992 إلى 1994